# بکش بکش
بکش بکش (به انگلیسی: Kill Kill) اولین آلبوم چندآهنگه از خواننده و ترانه‌نویس آمریکایی لیزی گرانت، که بعداً با نام لانا دل ری شناخته می‌شد، است. این آلبوم در ۲۱ اکتبر ۲۰۰۸ از طریق فایو پوینت در ایالات متحده منتشر شد.
برخی از قطعه‌های آلبوم بعداً در آلبوم‌های بعدی دل ری به نمایش درآمد.

## فهرست قطعه
تمام ترانه‌ها توسط David Kahne تهیه شده‌است.
| شماره      | نام                                            | نویسنده(ها)       | مدت   |
| ---------- | ---------------------------------------------- | ----------------- | ----- |
| ۱.         | «بکش بکش»                                      | الیزابت گرانت     | ۳:۵۹  |
| ۲.         | «یاو»                                          | گرانت             | ۵:۴۵  |
| ۳.         | «Gramma (Blue Ribbon Sparkler Trailer Heaven)» | گرانت David Kahne | ۳:۵۰  |
| مجموع مدت: | مجموع مدت:                                     | مجموع مدت:        | ۱۳:۳۴ |